# Психоаналітик (фільм)
«Психоаналітик» (англ. Shrink) — американська драма режисера Джонаса Пейта, що вийшла 2009 року. У головних ролях Кевін Спейсі і Марк Веббер.
Стрічка знята на основі однойменного роману Генрі Ріардона. Сценаристом був Томас Моффетт, продюсерами — Дана Брунетті, Майкл Бернс, Брекстон Поуп, Кевін Спейсі та інші. Вперше фільм продемонстрували 21 січня 2009 року на кінофестивалі «Санденс» у США. В Україні у кінопрокаті прем'єра фільму відбулась 10 грудня 2009.

## Сюжет
| В центрі сюжету - голівудський психоаналітик та затятий курець маріхуани, який знаходиться під владою власної трагедії, з відсутністю віри у здатність допомогти своїм пацієнтам[2]. |

## У ролях
| Актор           | Персонаж             | Роль |
| --------------- | -------------------- | ---- |
| Кевін Спейсі    | Генрі англ. Henry    |      |
| Марк Веббер     | Джеремі англ. Jeremy |      |
| Кеке Палмер     | Джемма англ. Jemma   |      |
| Саффрон Берроуз | Кейт англ. Kate      |      |
| Джек Г'юстон    | Шеймус англ. Shamus  |      |
| Роберт Лоджа    | Роберт англ. Robert  |      |
| Джоель Гретч    | Еван англ. Evan      |      |
| Ешлі Ґрін       | Міссі англ. Missy    |      |
| Джессі Племенс  | Ісус англ. Jesus     |      |

## Сприйняття

### Критика
Фільм отримав здебільшого негативні відгуки: Rotten Tomatoes дав оцінку 29 % на основі 63 відгуків від критиків (середня оцінка 4.6/10) і 50 % від глядачів із середньою оцінкою 3,1/5 (42,682 голосів). Загалом на сайті фільм має негативний рейтинг, фільму зарахований «гнилий помідор» від кінокритиків і «розсипаний попкорн» від глядачів, Internet Movie Database — 6,7/10 (14,120 голосів), Metacritic — 40/100 (21 відгук критиків) і 5,8/10 від глядачів (13 голосів). Загалом на цьому ресурсі фільм отримав змішано-негативні відгуки — від критиків змішані, а від глядачів — негативні.

### Касові збори
Під час показу у США протягом першого тижня фільм був продемонстрований у 2 кінотеатрах і зібрав 16,443 $, що на той час дозволило йому зайняти 59 місце серед усіх прем'єр. Показ фільму протривав 77 днів (11 тижнів) і завершився 8 жовтня 2009 року. За цей час фільм зібрав у прокаті у США 189,621  доларів США, а у решті світу 113,810 $, тобто загалом 303,431 $ при бюджеті 5,1 млн $.

### Нагороди і номінації[10]
| Рік  | Нагорода                | Категорія                | Номінант    | Результат |
| ---- | ----------------------- | ------------------------ | ----------- | --------- |
| 2009 | Deauville Film Festival | Великий спеціальний приз | Джонас Пейт | Номінація |

### Виноски
1. 1 2  Shrink: Release Info (англ.). Internet Movie Database. Процитовано 30 жовтня 2014.
2. 1 2 3  Психоаналітик. Kino-teatr.ua. Процитовано 30 жовтня 2014.
3. 1 2 3  Shrink (англ.). Internet Movie Database. Процитовано 30 жовтня 2014.
4. 1 2 3 4  Shrink (англ.). Box Office Mojo. Процитовано 30 жовтня 2014.
5. ↑  Shrink (англ.). AllMovie. Процитовано 30 жовтня 2014.
6. ↑  Shrink: Full Cast & Crew (англ.). Internet Movie Database. Процитовано 30 жовтня 2014.
7. ↑  Shrink (англ.). Rotten Tomatoes. Процитовано 30 жовтня 2014.
8. ↑  Shrink (англ.). Metacritic. Процитовано 30 жовтня 2014.
9. ↑  Shrink (англ.). The Numbers. Процитовано 30 жовтня 2014.
10. ↑  Shrink: Awards (англ.). Internet Movie Database. Процитовано 30 жовтня 2014.